# Chincheu (condado)
Chincheu, Chincheo ou Quincheu (em chinês: 泉州; romaniz.: Quanzhou (pinyin)) é uma cidade chinesa da província de Quancim. Segundo censo de 2010, havia 143 042 habitantes.